# Манон (филм)
Манон (фр. Manon) је француски драмски филм из 1949. године, режисера и ко-сценаристе Анрија Жоржа Клузоа, лабаво заснован на роману Манон Леско Антоана Франсое Превоа. Главне улоге у филму тумаче Серж Ређани, Мишел Оклер и Сесил Обри. Радња филма се одвија у Француској после Другог светског рата и прати припадника покрета отпора који спашава девојку од оптужби да је сарађивала са немачким окупаторима.
Филм је сниман у студију Victorine у Ници. Продао је преко три милиона улазница у Француској и освојио је награду Златни лав на Филмском фестивалу у Венецији.

## Радња
На броду који је управо испловио из Марсеља, Јевреји, који су преживели геноцид, укрцавају се како би илегално емигрирали у будућу државу Израел, тада Палестину под британским мандатом. Док један од бродских поручника смешта придошлице у бродска складишта, он случајно открива двоје слепих путника. Води их до капетана, чији подређени препознаје човека са новинске фотографије. Ово је Робер Дегрије, тражени убица. Капетан одлучује да преда пар полицији по њиховом доласку у Александрију, али неколико дана пре тога дозвољава да га та млада жена додирне и на крају позива двоје младих љубавника у своју кабину. Они затим почињу да причају своју причу.
Године 1944, мали град у Нормандији опустошен је борбама. Роберу, младом сину из добре породице из Клермон Ферана, ангажованом у редовима француских унутрашњих снага, његов претпостављени поверава бригу о Манон, младој жени коју бесна руља жели да ошиша, оптужујући је да је спавала са Немцима. Двоје младих људи, у разореној цркви, скоро одмах се лудо заљубљују једно у друго. Робер помаже Манон да побегне.
Њихово бекство их води у Париз где Манон проналази свог брата Леона. Он се тамо бави разним сумњивим активностима помоћу човека под именом Пол. Љубоморан, Робер се суочава са Полом који непрестано прогања Манон, али приморава се да се обузда, док се бави све сумњивијим пословима како би испунио незаситне захтеве своје сапутнице. После разних невоља које су га, између осталог, навеле да често посећује бордел госпође Ањес, Манон убрзо открива свом љубавнику да га напушта због мајора америчке војске који ју је запросио. Схрван болом, Робер одбија да се раздвоје.
Леон, сада власник биоскопа, нуди помоћ својој сестри. Он наводи Робера да поверује да се Манон разболела и тражи од њега да дође. Робер брзо стиже и убрзо се налази закључан у Леоновој канцеларији. После неког времена, Леон одлучује да оде да разговара са њим, објашњавајући му да Манон никада није била ништа друго до терет и да је њихов растанак бољи за обоје. Након што је наизглед повратио разум, Робер ипак користи тренутак Леонове непажње да га задави телефонском жицом.
Знајући да ће га тражити због убиства, он телефонира Манон да јој каже да је напушта и одлази у Марсељ. Манон, док је паковала свој пртљаг, препуштајући се налету љубави, одлази на железничку станицу и успева да се придружи Роберу у возу.
Потакнут причом о овој немогућој љубави, капетан одлучује да допусти љубавницима да побегну. Они се потајно искрцавају са мигрантима на плажи. Након исцрпљујуће шетње пустињом, малу трупу напада група Бедуина, а Манон је смртно рањена. Робер је на крају сахрањује у песку.

## Улоге
| Глумац            | Улога                          |
| ----------------- | ------------------------------ |
| Серж Ређани       | Леон Леско                     |
| Мишел Оклер       | Робер Дегрије                  |
| Сесил Обри        | Манон Леско                    |
| Ремон Суплекс     | Пол                            |
| Андре Валми       | поручник Беснар / вођа бандита |
| Анри Вилбер       | капетан                        |
| Дора Дол          | Жулијет                        |
| Симона Валер      | Исе                            |
| Габријела Дорзија | мадам Ањес                     |